# Yllenus horvathi
Yllenus horvathi är en spindelart som beskrevs av Chyzer, Kulczynski 1891. Yllenus horvathi ingår i släktet Yllenus och familjen hoppspindlar. Inga underarter finns listade i Catalogue of Life.